# Pharta
Pharta là một chi nhện trong họ Thomisidae.